# Počepice
Počepice (německy Potschepitz) jsou obec v okrese Příbram ve Středočeském kraji, asi 8 km jižně od Sedlčan. Žije zde 548 obyvatel.
Obec leží v údolí Počepického potoka pod Počepickou horou (539 m).

## Historie
První písemná zmínka o obci pochází z roku 1219, je ale pravděpodobné, že obec vznikla už někdy v 11. století. Název obce plyne ze slova čáp, protože místní vladykové měli ve svém znaku čápa.
Kolem roku 1300 byl vystavěn tehdy gotický kostel sv. Jana Křtitele, který byl v roce 1790 přestavěn v barokním slohu. Je to jednolodní stavba s nízkým presbytářem a sakristií na severní straně. Jejím typickým znakem je mohutná hranolová věž s cibulovitou bání. V kostele jistou dobu jako farář kázal spisovatel Jan Křtitel Roškot. Druhou nejvýznamnější památkou je patrová barokní fara z roku 1773. Při cestě do Vysokého Chlumce stojí barokní sochy sv. Vojtěcha a sv. Jana Nepomuckého. Podle Národního památkového ústavu jde o sochy sv. Jana Nepomuckého a sv. Prokopa. Od kostela vede křížová cesta z let 1861–1878, která byla obnovená v roce 2001.

## Obecní správa

### Části obce
- Oukřtalov (k. ú. Počepice)
- Počepice (k. ú. Počepice)
- Rovina (k. ú. Rovina)
- Skuhrov (k. ú. Skuhrov u Počepic)
- Vitín (k. ú. Vitín u Počepic)

Součástí obce je také základní sídelní jednotka Veselíčko. K obci patří také samota U Litošů.
V letech 1850–1899 k obci patřily i Bláhova Lhota a Pořešice.
Sousedními obcemi sídla jsou Nedrahovice, Nechvalice, Vysoký Chlumec a Petrovice.

### Územněsprávní začlenění
Dějiny územněsprávního začleňování zahrnují období od roku 1850 do současnosti. V chronologickém přehledu je uvedena územně administrativní příslušnost obce v roce, kdy ke změně došlo:
- 1850 země česká, kraj České Budějovice, politický okres Votice, soudní okres Sedlčany[8]
- 1855 země česká, kraj Tábor, soudní okres Sedlčany
- 1868 země česká, politický i soudní okres Sedlčany
- 1939 země česká, Oberlandrat Tábor, politický i soudní okres Sedlčany[9]
- 1942 země česká, Oberlandrat Praha, politický i soudní okres Sedlčany[10]
- 1945 země česká, správní i soudní okres Sedlčany[11]
- 1949 Pražský kraj, okres Sedlčany[12]
- 1960 Středočeský kraj, okres Příbram
- 2003 Středočeský kraj, okres Příbram, obec s rozšířenou působností Sedlčany

### Politika
| Strana  | Počet hlasů | Procent |
| ------- | ----------- | ------- |
| ČSSD    | 69          | 26,33   |
| ODS     | 63          | 24,04   |
| KDU-ČSL | 46          | 17,55   |
| KSČM    | 38          | 14,50   |
| SZ      | 17          | 6,48    |

## Demografie
| Rok            | 1869 | 1900 | 1930 | 1970 | 1991 | 2006 |
| -------------- | ---- | ---- | ---- | ---- | ---- | ---- |
| Počet obyvatel | 1421 | 1142 | 940  | 657  | 480  | 503  |

## Společnost

### Rok 1932
V obci Počepice (přísl. Oukřtalov, Skuhrov, Vitín, 740 obyvatel, poštovna, telegrafní úřad, telefonní úřad, katol. kostel, 2 sbory dobrovolných hasičů, Společenstvo různých živností) byly v roce 1932 evidovány tyto živnosti a obchody: 2 holiči, 3 hostince, kapelník, 2 koláři, 2 kováři, 2 krejčí, mlýn, 3 obuvníci, pekař, pokrývač, 2 porodní asistentky, 4 řezníci, 3 obchody se smíšeným zbožím, Spořitelní a záložní spolek pro Počepice, Spořitelní a záložní spolek pro Počepice, Vys. Chlumce a Habří, švadlena, 3 trafiky, 3 truhláři.

Po roce 1989 vzniklo v obci větší množství nových podnikatelských subjektů (např. Výroba medového pečiva (perníků), různé menší zednické a stavebnické firmy nebo taneční škola). V současnosti v obci působí 3 spolky (Sbor dobrovolných hasičů, TJ Sokol a Myslivecký spolek). V obci i jejích osadách je relativně živý společenský život. V Počepicích působí pošta, mateřská a základní škola (už pouze 1. stupeň) a obecní knihovna s přístupem k internetu. Nedaleko kostela stále funguje historický hostinec U čápa, navštěvovaný spíše místními obyvateli, na severním okraji obce při hlavní silnici vznikla nová „Počepická hospůdka“, která funguje i jako prodejna potravin a celotýdenním rozsahem provozu a doplňkovým vybavením včetně dětského hřiště se zaměřuje na turisty i na obyvatele okolních obcí.

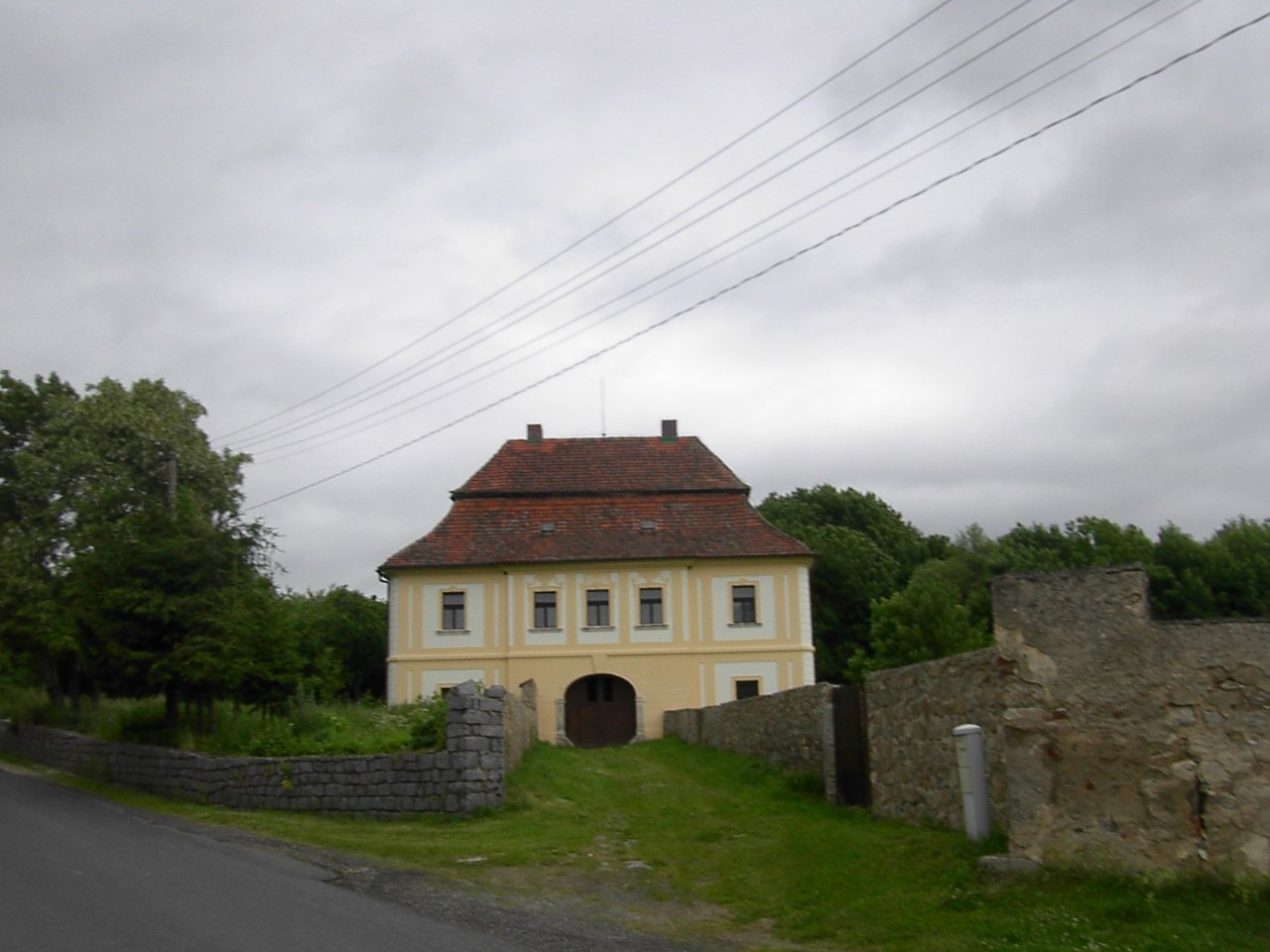
Barokní fara v Počepicích

## Doprava

### Dopravní síť
Obcí vede silnice II/105 Jesenice – Jílové u Prahy – Neveklov – Sedlčany – Milevsko – Týn nad Vltavou – Hluboká nad Vltavou – České Budějovice. Do obce dále vedou silnice III. třídy. Železniční trať ani stanice či zastávka na území obce nejsou.

### Autobusová doprava 2024
Autobusovou dopravu v obci Počepice zajišťují společnosti Arriva Střední Čechy a ČSAD AUTOBUSY České Budějovice. Obec je součástí Pražské integrované dopravy (PID). V obci se nacházejí zastávky Počepice a Počepice,hřiště. U Oukřtalova se nachází zastávka Počepice,Oukřtalov, v Rovině zastávka Počepice,Rovina a ve Veselíčku zastávka Počepice,Rovina,Veselíčko. Ve Skuhrově se autobusová zastávka nenachází. Obec obsluhuje autobusová linka 450. Zastávky v Rovině a ve Veselíčku obsluhují také autobusy linky 559. Linka 450 spojuje Dobříš se Sedlčany a Milevskem. V současnosti (2024) je tato linka provozována pouze v úseku Sedlčany – Milevsko kvůli uzavírce komunikace v Davli a u Borotic. Linka 559 propojuje Sedlčany, Nechvalice a Sedlec-Prčice.

## Turistika
- Cyklistika – Území Petrovicka protínají cyklotrasy č. 8139 Vápenice – Rovina – Nechvalice – Obděnice – Petrovice a č. 8144 Veselíčko – Počepice – Skoupý.
- Pěší turistika – Obcí vedou turistické trasy  Sedlčany – Vysoký Chlumec – Počepice – Petrovice – Milevsko  Smrčí – Bláhova Lhota – Počepice – Skuhrov Nové Dvory. Pohled na obec od jihu, v pozadí Vysoký Chlumec

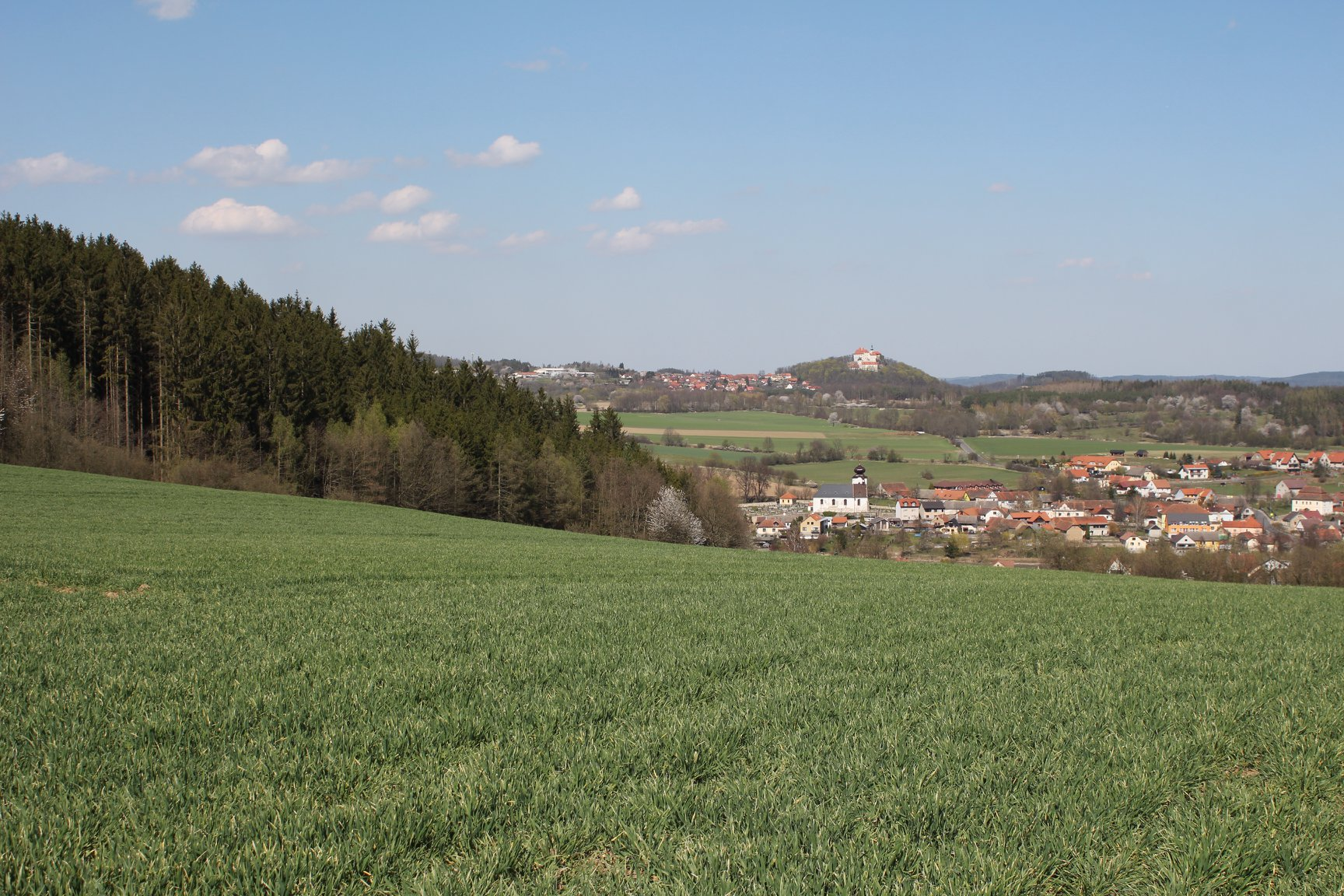
Pohled na obec od jihu, v pozadí Vysoký Chlumec

## Pověst
Pověst se vztahuje k pískovcovým sochám u silnice z Počepic na Vysoký Chlumec. Sochy Jana Nepomuckého a svatého Vojtěcha byly zhotoveny jako projev díků a vděčnosti. V dřívějších dobách byl v těchto končinách močál, kde strašila nebezpečná světélka. V mlze zabloudil a sjel z cesty pán na koni. Dostal se až do těchto míst. Bloudil a nechal koně jít volně, řídil se jeho instinktem. Kůň se nenadále splašil a polekal se, když z bažin vzlétl pták. Jezdec spadl a brodil se dál sám, bez koně, aniž by tušil, zda jde správným směrem. Vydal se tam, kde se mu zdálo, že vidí světlo. Ale to po chvíli zmizelo a zase se objevilo jinde. Z posledních sil začal volat o pomoc. Náhle uslyšel lidský hlas. Zanedlouho ho našel myslivec, který jej vyvedl a nechal u sebe přenocovat. Pán se mu odměnil a jako poděkování za záchranu svého života, nechal postavit tyto sochy.

## Zajímavosti
- Evald Schorm natočil v Počepicích film Farářův konec (1968).[15][16][17]